# Tremissis

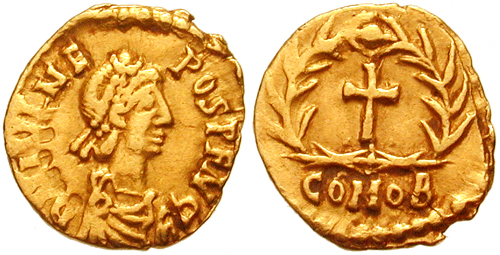
Tremissis z doby vlády předposledního západořímského císaře Julia Nepa

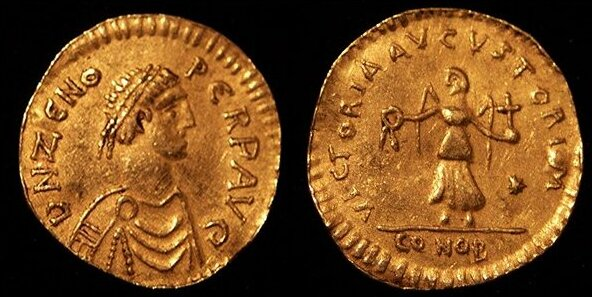
Tremissis ražený v Konstantinopoli za druhé vlády císaře Zenona

Tremissis byla zlatá mince používaná Římany od dob pozdní antiky. Její hodnota se rovnala jedné třetině solidu.
Poprvé se v oběhu objevila ve 3. století. V době vlády císaře Konstantina I. až po vládu Gratiana vážila mince 1,70 gramů. Za Theodosia I. se její váha snížila na 1,51 gramů. Platidlo respektovali i lidé z dálného východu. Po zániku římské říše pokračovali v ražbě těchto mincí také její následníci. Kupříkladu to byli Anglosasové v Británii, franští Merovejci, či mincovny v Byzantské říši.